# Municipio de Highland (condado de Morris)
El municipio de Highland (en inglés: Highland Township) es un municipio ubicado en el condado de Morris en el estado estadounidense de Kansas. En el año 2010 tenía una población de 98 habitantes y una densidad poblacional de 1,1 personas por km².

## Geografía
El municipio de Highland se encuentra ubicado en las coordenadas 38°44′28″N 96°45′56″O / 38.74111, -96.76556. Según la Oficina del Censo de los Estados Unidos, el municipio tiene una superficie total de 88.94 km², de la cual 88,73 km² corresponden a tierra firme y (0,23 %) 0,21 km² es agua.

## Demografía
Según el censo de 2010, había 98 personas residiendo en el municipio de Highland. La densidad de población era de 1,1 hab./km². De los 98 habitantes, el municipio de Highland estaba compuesto por el 98,98 % blancos y el 1,02 % eran de una mezcla de razas. Del total de la población el 0 % eran hispanos o latinos de cualquier raza.